# Paullinia filicifolia
Paullinia filicifolia är en kinesträdsväxtart som beskrevs av José Cuatrecasas. Paullinia filicifolia ingår i släktet Paullinia och familjen kinesträdsväxter. Inga underarter finns listade i Catalogue of Life.